# Lhasa de Sela
Lhasa de Sela, známá pod uměleckým jménem Lhasa (27. září 1972, Big Indian, New York, USA – 1. ledna 2010, Montreal, Québec, Kanada) byla původem americká zpěvačka a skladatelka.
V dětství žila kočovným životem. Spolu s rodinou bydleli v upraveném starém školním autobuse, se kterým putovali
po Mexiku a USA. Průlom v její kariéře nastal v roce 1997 poté, co vydala své debutové album La Llorona.
V roce 2003 vydala další album s názvem The Living Road, v roce 2009 bylo vydáno její poslední album
Lhasa. Na celém světě bylo prodáno více než milión jejích nosičů.
Zemřela 1. ledna 2010 těsně před půlnocí. Stalo se tak 21 měsíců potom, co jí byla diagnostikována rakovina prsu.

## Diskografie
- 1997 La Llorona
- 2003 The Living Road
- 2009 Lhasa

## Filmografie
- 1997 El Desierto
- 2005 Con toda palabra
- 2009 Rising